# گلستان علیا
گلستان علیا یا قاطرگوتورن علیا یکی از روستاهای استان آذربایجان شرقی است که در دهستان سراجوی شرقی بخش سراجو شهرستان مراغه واقع شده‌است.